# Francesco Sucini
Francesco Giovanni Maria Sucini, meglio noto come Francesco, detto Polpettino o Pulpettino (Siena, 10 marzo 1778 – Siena, 15 dicembre 1819), è stato un fantino italiano.
Vinse due volte il Palio di Siena, ambedue nel 1800, su sei partecipazioni.
Insieme a Ruglia (1713), Boggione (1884), Meloncino (1934) e Peppinello (1964), è uno dei soli cinque fantini che siano stati capaci di conquistare gli unici due successi della propria carriera senese nel medesimo anno.
Era figlio d'arte: il padre Luigi Sucini detto Nacche fu autore di otto vittorie nel XVIII secolo.

## Carriera
Polpettino esordì in Piazza del Campo in occasione del Palio del 2 luglio 1797, giungendo terzo per il Bruco.
Tornò, quindi, a calcare il tufo in occasione delle carriere del 16 agosto 1798 e 1799, rispettivamente come fantino del Nicchio e della Lupa. In quest'ultima occasione, Polpettino sfiorò il successo, giungendo secondo alle spalle del nicchiaiolo Mattiaccio.
Ma già il 1800 fu l'anno d'oro di Polpettino, capace di cogliere un prestigioso "cappotto personale".
A luglio, con il giubbetto dell'Istrice, beffò al terzo e ultimo bandierino proprio il padre Nacche, portacolori della Torre, superandolo di appena "mezzo cavallo", tanto che i torraioli protestarono invano con i giudici della vincita, reclamandosi vincitori.
Alla "ricorsa" del successivo 17 agosto Polpettino portò alla vittoria la Tartuca, approfittando del reciproco ostacolo di molte delle altre contrade e dell'aiuto del lupaiolo Biggèri, il quale, dalla seconda posizione, ne protesse la cavalcata vittoriosa.
Nonostante l'impresa, Polpettino corse solo un altro Palio: la carriera del 2 luglio 1802, quale fantino della Selva. Anche in tal caso, contribuì alla vittoria della Tartuca, nerbando per quasi due giri Grillo, portacolori della favorita Lupa, insieme al nicchiaiolo Vecchia e al panterino Giannino di Tirli.

## Presenze al Palio di Siena
Le vittorie sono evidenziate ed indicate in neretto.
| Palio          | Contrada | Cavallo                           | Note |
| -------------- | -------- | --------------------------------- | ---- |
| 2 luglio 1797  | Bruco    | Morello di Giovanni Baldini       |      |
| 16 agosto 1798 | Nicchio  | Baio di Michele Di Grazia         |      |
| 16 agosto 1799 | Lupa     | Baio di Michele Di Grazia         |      |
| 3 luglio 1800  | Istrice  | Morello di Bernardino Ricci       |      |
| 17 agosto 1800 | Tartuca  | Baio bruciato di Giuseppe Brecchi |      |
| 2 luglio 1802  | Selva    | Storno di Bernardino Fontani      |      |

## Controversie
Nel 1799 subì due processi per furto, entrambi aventi ad oggetto capi d'abbigliamento. Fu assolto nel primo, ma non nel secondo, anche perché nei giorni successivi rivendette gli abiti a due mugnai, i quali poi testimoniarono a suo carico nel processo.
La pena, comunque, dovette essere assai breve, se già nel 1800 Polpettino poté tornare a correre il Palio.